# Escuelas de Medicina de Chile

## Escuelas de Medicina de Chile
La medicina en Chile se caracteriza por su singular evolución, cuya enseñanza formal comenzó en 1833 con la creación de la primera Escuela, bajo el alero del Instituto Nacional, y siguió de la mano de la creación de la Universidad de Chile, fundada en 1842 e instalada en 1843, ya que con casi tres siglos de retraso con respecto al desarrollo de la medicina universal, experimentó un acelerado crecimiento, lo que la llevó a la vanguardia de la medicina latinoamericana. «Reseña: Una mirada a la historia». Universidad de Chile. 2013.
Existen 22 escuelas de medicina en Chile, las cuales se agrupan en la Asociación de Facultades de Medicina de Chile - ASOFAMECH, quienes velan por la calidad de la educación médica de pregrado, postgrado y postítulo, con el fin de aportar profesionales de excelencia a la sociedad chilena. «Misión de ASOFAMECH». Asociación de Facultades de Medicina de Chile. 2013. Archivado desde el original el 8 de agosto de 2014. Consultado el 6 de julio de 2013.

## Escuelas de Medicina asociadas a ASOFAMECH

### Universidad de Chile
Decano:	Dr. Miguel O' Ryan Gallardo
Director de Escuela de Medicina:	Dra. Thelma Suau Cubillos
Director de Escuela de Postgrado:	Dra. Maria Aguirre Carvajal
Nº de alumnos del 1º año de Medicina:	260
Sobre la base de la Escuela de Medicina del Instituto Nacional, se formó la primera Facultad de Medicinal al fundarse la Universidad de Chile en 1842. En abril de 1899 la enseñanza de la medicina pasó a impartirse en el nuevo recinto, ubicado en Avenida Independencia, aunque la práctica clínica continuó realizándose en hospitales de la ex-Beneficencia.
En 1929, el Hospital San Vicente de Paul se convirtió oficialmente en el hospital clínico-docente a cargo de la Facultad de Medicina de la Universidad de Chile. Posteriormente, en 1959, el actual Hospital Clínico Dr. José Joaquín Aguirre reemplazó al antiguo San Vicente, el que había sido destruido por un incendio el 2 de diciembre de 1948. «Arqueología del Hospital San Vicente». Revista Médica de Chile. 2007.
En 1972 se estructuraron cuatro sedes de Medicina en Santiago, de carácter autónomo académico-administrativo, ubicadas en torno a Hospitales Docentes establecidos en los sectores Oriente (Hospital del Salvador), Occidente (Hospital San Juan de Dios) y Sur (Hospital Barros Luco). En el área Norte, en torno a la Escuela de Medicina original y el Hospital José Joaquín Aguirre, se mantuvo la organización existente. Estas cuatro sedes se reunieron en una sola Facultad en 1981. «Historia de la Escuela de Medicina». Facultad de Medicina Universidad de Chile. 2012. Archivado desde el original el 5 de abril de 2013. Consultado el 6 de julio de 2013.
Actualmente, la Universidad posee cinco sedes en Santiago, agregando a las mencionadas anteriormente, la Sede Centro, en torno al Hospital San Borja Arriarán.

### Universidad de Concepción
Decano:	Dr. Raúl González Ramos
Director de Escuela de Medicina:	Dra. Raquel Correa Galaz
Director de Escuela de Postgrado:	Dr. Enrique Seguel
Nº de alumnos del 1º año de Medicina:	121 año 2017
La Facultad de Medicina de la Universidad de Concepción es la segunda Facultad creada en Chile, y la primera ubicada fuera de Santiago. Fue impulsada por el Doctor Virginio Gómez durante la creación de la Casa de Estudios, el 23 de marzo de 1917.
La Escuela de Medicina comienza a funcionar en abril de 1924, junto al Hospital Clínico San Juan de Dios, que fue destruido por el terremoto de 1939 en Chillán. Sus primeras clases se realizaron en la Facultad de Ciencias y el organizador del plan de estudios y primer académico fue el Doctor Ottmar Wilhelm, egresado de la Universidad de Chile y colaborador del Doctor Juan Noé.
La Facultad de Medicina de la Universidad de Concepción se crea formalmente en 1926, siendo conformada por once departamentos: Cirugía, Enfermería, Obstetricia y Ginecología, Medicina Interna, Obstetricia y Puericultura, Anatomía Normal y Medicina Legal, Pediatría, Psiquiatría y Salud Mental, Salud Pública, Educación Médica y Especialidades. «Facultad de Medicina UdeC celebra 88 años de tradición, calidad y prestigio». Facultad de Medicina Universidad de Concepción. 2012. (enlace roto disponible en Internet Archive; véase el historial, la primera versión y la última).

### Pontificia Universidad Católica de Chile
Decano:	Dr. Luis Ibáñez Anrique
Director de Escuela de Medicina:	Dr. Klaus Püschel Illanes
Director de Escuela de Postgrado:	Dra. María Trinidad Hoyl Moreno
Nº de alumnos del 1º año de Medicina por sede:	En Medicina UC hay una sola sede (Casa Central), que en 2012 tiene 130 alumnos en 1° Año
La Facultad de Medicina de la Pontificia Universidad Católica de Chile fue fundada por Monseñor Carlos Casanueva, Rector, el 17 de junio de 1929, siendo nombrado como Primer Decano el Doctor Carlos Monckeberg. Las clases se iniciaron en abril de 1930.(Referencia:Krebs, R., Muñoz, M. & Valdivieso, P. (1994). Historia de la Pontificia Universidad Católica. Santiago, Chile: Editorial Pórtico.)
En sus comienzos, la Escuela de Medicina no contaba con departamentos clínicos, por lo que sus alumnos debían trasladarse a la Universidad de Chile para completar su educación. En 1955, se creó el 7º año de internado de la carrera y se obtuvo la autonomía docente.
El Hospital Clínico de la Universidad Católica, fue entregado a la Casa de Estudios el 27 de noviembre de 1939, bajo el decanato del Doctor Cristóbal Espíldora. Sin embargo, la Escuela de Medicina de la UC no recibió los derechos legales para otorgar el título profesional de Médico Cirujano hasta 1980, hasta aquel entonces los estudiantes tenían que rendir sus exámenes finales en la Universidad de Chile y recibían su título profesional de esa Universidad. «Historia de la Escuela de Medicina». Facultad de Medicina Pontificia Universidad Católica de Chile. 2010.

### Universidad Austral de Chile
Decano:	Dr. Claudio Flores Würth
Director de Escuela de Medicina:	Dra. Claudia Barrera Berrocal
Director de Escuela de Postgrado:	Dr. Miguel Concha Murray
Nº de alumnos del 1º año de Medicina por sede:	(46) Valdivia
(20) Osorno
La Universidad Austral de Chile fue fundada a través del Decreto Supremo Nº 3757 del 7 de septiembre de 1954, en la ciudad de Valdivia. «Universidades creadas en el marco legal de 1980 y 1990». Biblioteca del Congreso Nacional de Chile. 2012.
El 5 de octubre de 1959, se creó la Facultad de Medina bajo la rectoría del Doctor Eduardo Morales Miranda, siendo su primer Decano el Doctor Roberto Barahona. La Escuela de Medicina fue fundada en 1967. Los programas de postítulo de Especialización en Medicina se inician en 1972, mientras que los postgrados en 1971. Actualmente, han egresado más de 2000 profesionales de sus aulas. «Reseña Histórica». Facultad de Medicina Universidad Austral. 2013. Archivado desde el original el 4 de julio de 2013. Consultado el 6 de julio de 2013.

### Universidad Católica de la Santísima Concepción
Decano:	Dr. Claudio Lermanda Soto
Director de Escuela de Medicina:	Dra. Andrea Meyer Kother
Director de Escuela de Postgrado:	Sr. Rodrigo Buhring
Nº de alumnos del 1º año de Medicina por sede:	Una sede que considera 54 alumnos en primer año
La Universidad Católica de la Santísima Concepción fue fundada por el Arzobispado de la Santísima Concepción el 10 de julio de 1991, siendo una de las seis universidades católicas de Chile. «Reseña Histórica». Universidad Católica de la Santísima Concepción. 2013. (enlace roto disponible en Internet Archive; véase el historial, la primera versión y la última).
La Facultad de Medicina nace en el año 1997, en la ciudad de Concepción. «Reseña Histórica». Facultad de Medicina UCSC. 2013.

### Universidad de La Frontera
Decano:	Dr. Patricio Valdés García
Director de Escuela de Medicina:	Dr. Victor Caire
Director de Escuela de Postgrado:	Dra. Roxana Gayoso Neira
Nº de alumnos del 1º año de Medicina:	65 alumnos
La Universidad de La Frontera se ubica en la ciudad de Temuco, nace como institución autónoma el 10 de marzo de 1981 durante la dictadura militar, uniendo las sedes de la Universidad Técnica del Estado y la Universidad de Chile.
La carrera de Medicina se impartía en la Facultad de Medicina de la Universidad de Chile desde 1970, con 12 alumnos y cuya práctica clínica se realizaba en el Hospital Clínico Regional de Temuco. Las autoridades eran el Doctor Roberto Douglas, decano, y el Doctor Esteban Parrocchia, director de la Unidad Docente de Medicina. «Escuela de Medicina en Temuco». Facultad de Medicina UFRO. 2013. Archivado desde el original el 8 de octubre de 2011..
Sólida formación científica de carácter integral que considera conocimientos, habilidades y destrezas clínicas para diagnosticar, planificar el estudio de los pacientes y su tratamiento, resolver la patología prevalente y las urgencias no derivables, como también derivar oportunamente las patologías más complejas. Profesional con sólido conocimiento del proceso de salud y enfermedad en el ser humano, valorando su entorno social, biológico, cultural y psicológico.El Médico de la Universidad de La Frontera es capaz de desempeñarse en distintos ámbitos como hospitales y establecimientos de atención ambulatoria, ya sean de los Servicios de Salud o instituciones privadas. Profesional capacitado para trabajar con diferentes agrupaciones tanto comunitarias, educacionales, familiares, etc., así como en centros de investigación, universidades, o en forma privada.
La carrera de Medicina en Universidad de la Frontera está acreditada por la CNA por un período de 6 años. (Septiembre 2014- septiembre de 2020)

### Universidad de Santiago
Decano:	Dr. Humberto Guajardo Sainz
Director de Escuela de Medicina:	Dr. Mauricio Osorio
Director de Escuela de Postgrado:	Dr. Enrique Ronconne
Nº de alumnos del 1º año de Medicina:	85
La Facultad de Ciencias Médicas de la Universidad de Santiago fue creada mediante el Decreto Universitario Nº 949 del 25 de octubre de 1993.
El Decreto Universitario Nº 1243, del 25 de noviembre de 1993, crea la Escuela de Medicina de la Universidad de Santiago, junto a las de Enfermería y Obstetricia, con el fin de impartir la docencia en la Facultad de Ciencias Médicas.
En marzo de 1994, la Universidad de Santiago de Chile recibió a la primera generación de estudiantes de su recién creada Facultad de Ciencias Médicas.
Las primeras autoridades de la Facultad fueron el Doctor José Luis Cárdenas, decano, y el Doctor Gonzalo Lopetegui, Director de la Escuela de Medicina. «Reseña Histórica». Facultad de Ciencias Médicas USACH. 2013.

### Universidad del Desarrollo
Decano:	Dr. Ricardo Ronco
Director de Escuela de Medicina:	Marcela Castillo
Director de Escuela de Postgrado:	RCarolina Acuña
Nº de alumnos del 1º año de Medicina por sede:	Solo hay una sede en Santiago, 89 alumnos que ingresaron vía PSU y 8 por admisión especial.
La Universidad se fundó en 1990 en Concepción, VIII región, con 100 alumnos matriculados en Ingeniería comercial. Al año siguiente, se sumaron Periodismo, Derecho y Arquitectura. En 1999 se inician las actividades académicas en la Sede Santiago, con 1500 alumnos matriculados.
A comienzos del 2002, nació la Facultad de Medicina como resultado de la asociación entre la Universidad y la Clínica Alemana de Santiago – CAS para impartir las carreras de Medicina y Enfermería. Además de contar con la CAS como campus clínico para sus alumnos, también cuenta con la Clínica UDD ubicada en la Comuna de La Florida, fundada en 2009, así como también el Hospital Padre Hurtado de la Comuna de San Ramón. «Historia de la Universidad». Facultad de Medicina UDD-CAS. 2013.

### Universidad Católica del Maule
Decano:	Dr. Raúl Silva Prado
Director de Escuela de Medicina:	Dra. Esperanza Duran González
Director de Escuela de Postgrado:	Dr. Mario Castro Hernández
Nº de alumnos del 1º año de Medicina:	60
La Universidad Católica del Maule – UCMaule, fue fundada por Monseñor Carlos González el 10 de julio de 1991. Deriva de la Universidad Católica de Chile, Sede Regional del Maule.
La Escuela de Medicina UCMaule nace el año 2004, con el propósito de formar profesionales con un alto sentido valórico, capaces de resolver problemas de salud en la Región del Maule. Para el desarrollo de su programa académico cuenta con el apoyo de la Facultad de Medicina de la Pontificia Universidad Católica de Chile y Campos Clínicos pertenecientes al Servicio de Salud del Maule.
La Escuela de Medicina de la UCMaule, se encuentra acreditada por seis años, hasta diciembre de 2021.
En 2009 se crea la Facultad de Medicina, con su Departamento de Ciencias Preclínicas y Clínicas, potenciando el crecimiento de la carrera en pre y postgrado. «Origen de la Universidad». Facultad de Medicina UCM. 2013. Archivado desde el original el 12 de noviembre de 2013. Consultado el 6 de julio de 2013.. 
Posteriormente, nace la Escuela de Postgrado y Especialidades Médicas. La formación de Especialistas se realiza en Campos Clínicos propios y a través de convenios con la Pontifica Universidad Católica de Chile y con universidades extranjeras, como la U. Católica de Lovaina, Bélgica.

### Universidad de los Andes
Decano:	Dr. Antonio Vukusich C.
Director de Escuela de Medicina:	Dr. Gustavo Monckeberg F.
Director de Escuela de Postgrado:	Dra. María de los Ángeles Avaria B.
Nº de alumnos del 1º año de Medicina por sede:	85. Solo hay un campus de la Universidad de los Andes, en San Carlos de Apoquindo.
La Universidad de Los Andes se fundó el 8 de septiembre de 1989 en el Sector de San Carlos de Apoquindo, Santiago. En 1991 se abre la Facultad de Medicina y el Instituto de Filosofía.
Durante el año 2001 comienzan los postítulos de Medicina en Enfermedades Cerebrovasculares y Pediatría. En 2002, se abre el postítulo de Psiquiatría y Salud Mental, así como la beca de Anatomía Clínica.
Durante el año 2003, la Facultad de Medicina se incorpora a ASOFAMECH, con esto se convierte en la primera Facultad privada que inicia la acreditación de sus postítulos.
En 2011 comienza a construirse la Clínica Universidad de los Andes, centro docente-asistencial a cargo de la Casa de Estudios.
«Historia de la Universidad». Facultad de Medicina Universidad de Los Andes. 2013.

### Universidad Mayor
Decano:	Dr. Enrique Paris Mancilla
Director de Escuela de Medicina:	Dr. Rodrigo Hernández Vyhmeister
Director de Escuela de Postgrado y Especialidades Médicas:	Dra. Gabriela Juez García
Nº de alumnos del 1º año de Medicina por sede:	76 en Santiago y 62 en Temuco
La Universidad Mayor es una universidad privada chilena fundada en 1988. Su actual rector es el Dr. Patricio Manque. Esta universidad imparte 47 carreras de pregrado, y 63 programas de magísteres que imparte en 2 sedes y 7 campus en Santiago y uno en Temuco.
La Universidad Mayor es una corporación de derecho privado, que obtuvo su existencia legal el 13 de febrero de 1988. Sus estatutos se encuentran registrados en el Ministerio de Educación de Chile, Registro de Universidades, Folio C, Nº 13. Su permiso de funcionamiento le fue otorgado el 13 de mayo de 1988 y entró en funciones en agosto del mismo año.
La Escuela de Medicina se fundó en 1998, consagrándola como la universidad privada pionera en formación científica-tecnológica.«Historia Institucional». Universidad Mayor. s/f. Consultado el 11 de mayo de 2020.

### Universidad de Valparaíso
Decano:	Dr. Antonio Orellana T.
Director de Escuela de Medicina:	Dr. Rodrigo Vergara F.
Director de Postgrado y Postítulo:	Dra. Aida Milinasrky T.
Nº de alumnos del 1º año de Medicina por sede:	56 en Valparaíso y 50 en San Felipe
Fundada el 12 de febrero de 1981, a partir de la Universidad de Chile, Sede Valparaíso. Su primer rector fue Renato Damilano Bonfante.
La Escuela de Medicina de la Universidad de Valparaíso fue fundada en 1961 como sede de la Facultad de Medicina de la Universidad de Chile. Fue la primera Escuela en aprobar la Acreditación Institucional de la Comisión Nacional de Acreditación de pregrado en el año 2000 y cuenta con Acreditación Mercosur desde el año 2007. «Historia Institucional». Facultad de Medicina UV. 2013.

### Universidad de Antofagasta
Decano:	Dr. Víctor Aravena
Director de Escuela de Medicina:	Dra. Luis Barra
Director de Escuela de Postgrado:	Dr. Antonio Cárdenas
Nº de alumnos del 1º año de Medicina:	35
Las raíces de la Universidad de Antofagasta remontan sus inicios en 1918, con la formación de la Escuela Industrial del Salitre, institución que fue la base para el desarrollo educativo de la Región de Antofagasta en Chile.
El 20 de marzo de 1981, bajo un decreto ley, se fusionan la Universidad Técnica del Estado de Antofagasta con la Universidad de Chile, Sede Antofagasta, dando origen a la Universidad de Antofagasta como institución autónoma. «Historia de la Universidad». Universidad de Antofagasta. 2013.

### Universidad San Sebastián
Decano:	Dr. Manuel Inostroza Palma
Director de Escuela de Medicina:	Dra. Elsa Cabrera (Santiago), Dra. Constanza Carrasco (Concepción) y Dr. Rafael Merino (Puerto Montt)
Nº de alumnos del 1º año de Medicina:	185
La Universidad San Sebastián fue fundada en Concepción en 1989, siendo su primera Rectora Carmen Vidal Montecinos.
En el año 1994 se comienza a desarrollar el área de salud con la apertura de la carrera de Medicina en Concepción. Durante el año 2000 se abre el primer Centro Médico Docente y Asistencial, también en Concepción. En 2005 comienza a funcionar el Centro de Salud Universidad San Sebastián en Concepción, con más de 15 especialidades médicas.
En 2008, la Universidad concreta una alianza con la Fundación Ciencias para la Vida, a través del cual se desarrolla el Programa de Investigación en Biomedicina. Durante el 2009 se materializa el convenio entre la Casa de Estudios y el Hospital Clínico del Sur, convirtiéndose en campus clínico para la carrera de Medicina y otras Ciencias de la Salud.
Durante 2011 se abre la carrera de Medicina en la Sede Santiago, ubicándose en el Campus Los Leones de Providencia, con un puntaje de corte de 700 puntos. «Historia de la Universidad San Sebastián». Universidad San Sebastián. 2013. Archivado desde el original el 1 de septiembre de 2013.
El año 2017 se lleva a cabo la re-acreditación de la carrera, siendo la empresa "ADC Acreditadora" la que otorga 6 años de acreditación, hasta 2023.

### Universidad Andrés Bello
Decano:	Dr. Jaime Contreras Pacheco
Director de Escuela de Medicina:	Dra. Marcela Assef Ceballo
Director de Escuela de Postgrado:	Dr. Carlos Toro Álvarez
Nº de alumnos del 1º año de Medicina por sede:	Santiago: 116 Viña del Mar: 42
La universidad nace formalmente en octubre de 1988 ofreciendo las carreras de Derecho, Arquitectura, Ingeniería Comercial y Periodismo.
En el período 1996-2003 creó carreras de mayor complejidad como Medicina y Odontología, fundando las Facultades de Ciencias de la Salud y Odontología. «Sobre la Universidad». Universidad Andrés Bello. 2013. Archivado desde el original el 27 de febrero de 2014. Consultado el 6 de julio de 2013.

### Universidad Diego Portales
Decano:	Dra. Patricia Muñoz Casas del Valle
Director de Escuela de Medicina:	Dra. Cristina Pool Chang
Director de Escuela de Postgrado:	Dra. Patricia Guirao
Nº de alumnos del 1º año de Medicina:	Aproximadamente 70 alumnos
La Universidad Diego Portales fue fundada el 4 de octubre de 1982 como una fundación de derecho privado sin fines de lucro.
La Facultad de Medicina de la UDP nació en el año 2002 con la misión de formar profesionales para dar respuesta a los principales requerimientos de salud de la población, a través de sus escuelas de Medicina, Enfermería, Tecnología Médica, Odontología, Obstetricia y Kinesiología.
La Facultad de medicina se encuentra en Calle Ejército 233 y 141, Comuna de Santiago Centro. Su principal campus clínico es el hospital de la Dirección previsional de Carabineros de Chile. Dipreca.
La carrera de medicina se encuentra acreditada por 6 años, hasta diciembre de 2021.
El Centro de Investigación biomédica  – CIB, realiza investigación académica a través de laboratorios a cargo de destacados investigadores chilenos. «Reseña Histórica». Facultad de Medicina UDP. 2013. Archivado desde el original el 20 de noviembre de 2016. Consultado el 6 de julio de 2013.
El Centro de Fenomenología y Psiquiatría, realiza investigación académica, a través de destacados investigadores en estas dos áreas.
El Centro de Ética y políticas públicas en reproducción humana busca contribuir con el país en la generación de una discusión científica y valórica centrada en el respeto a los derechos de las personas de acceder al mundo moderno, ejerciendo su autonomía de manera informada y educada.

### Universidad Finis Terrae
Decano:	 Dr. Ernesto Vega .
Director de Escuela de Medicina:	Dr. Marco Reyes Ruiz
Director de Escuela de Postgrado:	Dr. Tomás Regueira
Nº de alumnos del 1º año de Medicina:	92 alumnos
La Universidad Finis Terrae fue fundada en marzo de 1988. Suscribió un convenio de asociación con la Congregación de los Legionarios de Cristo, consiguiendo importantes avances en infraestructura, desarrollo institucional y extensión, además de la apertura de nuevas carreras.
Durante el año 2002 abrió la carrera de Medicina por primera vez, alcanzando su acreditación en noviembre de 2010. «Reseña Histórica». Facultad de Medicina Universidad Finis Terrae. 2013.

### Universidad Católica del Norte
Decano:	Dra. Giselle Myer Morales
Director de Escuela de Medicina:	Dr. Nelson Zepeda Pérez
Director de Escuela de Postgrado:	Dr. Alberto Salas Nicolau
Nº de alumnos del 1º año de Medicina:	60
La Universidad nació por iniciativa de un grupo de sacerdotes de la Compañía de Jesús, y de su benefactora la Sra. Berta González de Astorga, iniciando formalmente sus funciones el 31 de mayo de 1956, siendo la octava universidad que se fundó en Chile y la tercera de vocación Católica.
La Facultad de Medicina de la UCN es incubada desde principios de 1997, por iniciativa del entonces Secretario de la Sede Coquimbo, académico Sr. Misael Camus Ibacache, quedando plasmada la idea en el Plan de Desarrollo Corporativo 1999-2003, cuando el Consejo Superior de la UCN decide la creación del área de la salud en la sede Coquimbo de la UCN.
Así, desde el mismo año 1997 se convoca, a un grupo de médicos de Coquimbo y La Serena para iniciar un estudio de factibilidad de la creación de esta facultad, oficializándose, dicha comisión, por resolución 87/98. Simultáneamente, se firma un Convenio de Cooperación con la Pontificia Universidad Católica de Chile, entidad que colaborará en la planificación y puesta en marcha de este proyecto. «Historia de nuestra Facultad». Facultad de Medicina UCN. 2013. Archivado desde el original el 31 de agosto de 2011. Consultado el 6 de julio de 2013.

## Escuelas de Medicina no asociadas a ASOFAMECH

### Universidad de Magallanes
Director de Escuela de Medicina:	Dr. Mario Mayans Csato
Jefa Carrera Medicina:	Dra. Beatriz Solís de Ovando 
Nº de alumnos del 1º año de Medicina:	50
La Escuela de Medicina de la Universidad de Magallanes fue creada en el año 2013, después de un trabajo de más de 10 años para poder impartir la carrera en la capital regional más austral de Chile, bajo el alero de la Universidad de Magallanes, plantel estatal y tradicional, fundado en 1961 en la ciudad de Punta Arenas.
El año 2014 recibió a su primera generación de alumnos, la carrera se encuentra asociada al Hospital Clínico Magallanes "Dr.Lautaro Navarro Avaria", el recinto asistencial más moderno de la Patagonia y próximamente la universidad iniciará la construcción de un centro de investigación de Biomedicina aledaño al recinto, en alianza con la Pontificia Universidad Católica de Chile. Además la carrera cuenta con importantes convenios de cooperación con la Universidad de Concepción y Universidad de Chile.
La carrera logró la acreditación máxima que puede lograr una carrera de medicina que recién comienza a impartirse (3 años).
Actualmente ya cuenta con 2 generaciones de médicos y médicas egresadas trabajando en el servicio público y privado. Otro número de profesionales logró entrar a los cupos de especialidad médicas mediante el Sistema de Postulación Coniss del Ministerio de Salud.

### Universidad del Alba
Decana:	Dra. María Verónica Morales Vaccarezza
Director de Escuela de Medicina (sede Santiago):	Dr. Jaime Lepe Lobos
Directora de Escuela de Medicina (sede La Serena):	Dra. Cristina Alfaro Ramírez
La Universidad Del Alba nació en 2006, con una propuesta curricular innovadora y el respaldo de la excelencia de sus docentes, con el objetivo de desarrollar las competencias, habilidades y destrezas del estudiante, para hacer de él un profesional del más alto nivel.
Actualmente cuenta con 35 carreras, distribuidas en 8 facultades que se imparten en 13 Campus a lo largo del país, distribuidos en las Sedes Antofagasta, La Serena, Santiago, Chillán y Concepción. «Nuestra Universidad». Universidad Pedro de Valdivia. 2013. Archivado desde el original el 5 de abril de 2013. Consultado el 6 de julio de 2013.

### Universidad de Talca
Decano:	Carlos Padilla Espinoza
Director de Escuela de Medicina:	Dr. Claudio Cruzat
Director de Escuela de Postgrado:	D. Sc. Alfredo Candia V.
Nº de alumnos del 1º año de Medicina:	65
La historia de la Universidad de Talca se inicia en 1963 cuando se funda la Universidad Técnica del Estado, Sede Talca. Cuatro años más tarde, en 1967, la Universidad de Chile funda su sede en la misma ciudad.
Posteriormente, en 1981, ambas universidades se funden y dan origen a la Universidad de Talca como institución autónoma.
La Facultad de Ciencias de la Salud nace en el año 1955, orientando su quehacer al cultivo de las Ciencias de la Salud para contribuir a mejorar la calidad de vida de la población. Actualmente, la Facultad imparte las carreras de Medicina, Tecnología Médica, Odontología, Kinesiología y Fonoaudiología, con una matrícula de más de 800 estudiantes. «Nuestra Universidad». Facultad de Ciencias de la Salud Universidad de Talca. 2013. Archivado desde el original el 6 de julio de 2013.

### Universidad del Mar
Decano:	Dr. Nestor Irribarra
Director de Escuela de Medicina:	Dra. Eliana Raffo (Sede Viña del Mar) y Dr. Marcos Jara (Sede Iquique)
Nº de alumnos del 1º año de Medicina por sede:	40 *Actualmente, la carrera se encuentra sin admisión para 1.er año debido al cierre de la Universidad
La Universidad del Mar fue fundada en el 31 de mayo de 1989 por iniciativa de la Corporación Educacional Mar Futuro y gracias a la visión y aporte de los fundadores pudo iniciar sus clases en marzo de 1990. Logró su autonomía el 31 de enero de 2002, por medio del Acuerdo 031/2002 del Consejo Superior de Educación.
Las causas de su cierre se debieron a irregularidades en su proceso de acreditación, no pago de remuneraciones y la renuncia del Rector en medio de una denuncia por desvío de fondos a empresas inmobiliarias. Debido a dichas irregularidades, la CNED resolvió revocar su personalidad jurídica. «Historia de la Universidad». Universidad del Mar. 2010. Archivado desde el original el 3 de junio de 2013. Consultado el 6 de julio de 2013.

## Análisis situacional
Según cifras del año 2007, existen 29.996 médicos en ejercicio en nuestro país, repartidos en el sector público y privado. El índice alcanzado es de 1,79 médicos por cada 1000 habitantes.
Al año 2008, de la oferta total de médicos, 13.308 (44%) se desempeñaban en el sector público. De ellos, 10.589 trabajaban en los Servicios de Salud y 2.749 en la Atención Primaria Municipal (APS).
Se observa un incremento importante de la oferta médica entre los años 1996 y 2008, ello dice relación directa con el aumento del número de universidades en Chile que imparten la carrera de Medicina en el país, pasando de 12 a 22 en la actualidad.